# 1017 (szám)
Az 1017 (római számmal: MXVII) egy természetes szám.

## A szám a matematikában
A tízes számrendszerbeli 1017-es a kettes számrendszerben 1111111001, a nyolcas számrendszerben 1771, a tizenhatos számrendszerben 3F9 alakban írható fel.
Az 1017 páratlan szám, összetett szám. Kanonikus alakja 32 · 1131, normálalakban az 1,017 · 103 szorzattal írható fel. Hat osztója van a természetes számok halmazán, ezek növekvő sorrendben: 1, 3, 9, 113, 339 és 1017.
Harshad-szám.
Tizenkilenc szám valódiosztó-összegeként áll elő, közülük a legkisebb a 2259.

## Csillagászat
- 1017 Jacqueline kisbolygó